# Râul Adășeni
Râul Adășeni este un mic curs de apă, afluent al râului Volovăț din județul Botoșani. Râul are un caracter nepermanent și seacă complet vara.

## Hărți
- Harta județului Botoșani